# ヴォー・ティ・サウ
ヴォー・ティ・サウ（ベトナム語：Võ Thị Sáu / 武氏六、1933年 - 1952年1月23日）、本名グエン・ティ・サウ（ベトナム語：Nguyễn Thị Sáu / 阮氏六）　1952年にコンダオ刑務所で処刑されたが、その後ベトナムの国民的英雄と称えられた。

## 生涯
1933年、バリア省ダットドー県フックトー社（現在のバリア＝ブンタウ省ダットドー県フックロントー社）に生まれる。父はヴォー・ヴァン・ホイ（Võ Văn Hợi）。母のグエン・ティ・ダウ（Nguyễn Thị Đậu）は、その兄弟達とともに地元フックトー社で秘密活動に関わっていた。
彼女の家族と多くの友人がベトミンに参加した後、1948年に彼女自身も現地のゲリラ組織に加入した。
ヴォー・ティ・サウが14歳の時、賑やかな市場で一群のフランス兵に向けて手榴弾を投げ、その隊長を殺して12人を負傷させた。逃げおおせた彼女は1949年に再び行動、多くのベトミンを処刑したベトナム人の地方長官に向けて、今度も手榴弾を投擲した。しかし手榴弾は爆発せず、彼女はフランスに逮捕された。
サウは3つの刑務所を転々とし、その3つ目がコンソン島上のコンダオ刑務所である。彼女は1952年3月13日にそこで処刑された。享年19歳だった。
ベトナム独立後、サウは国民的英雄と称えられた。ベトナム人には英霊として崇敬され、コンソン島のハンズオン墓地にある彼女の墓には現代でも参りに来る人が数多い。